# Bleiken bei Oberdiessbach
Bleiken bei Oberdiessbach (toponimo tedesco) è una frazione di 376 abitanti del comune svizzero di Oberdiessbach, nel Canton Berna (regione di Berna-Altipiano svizzero, circondario di Berna-Altipiano svizzero).

## Storia

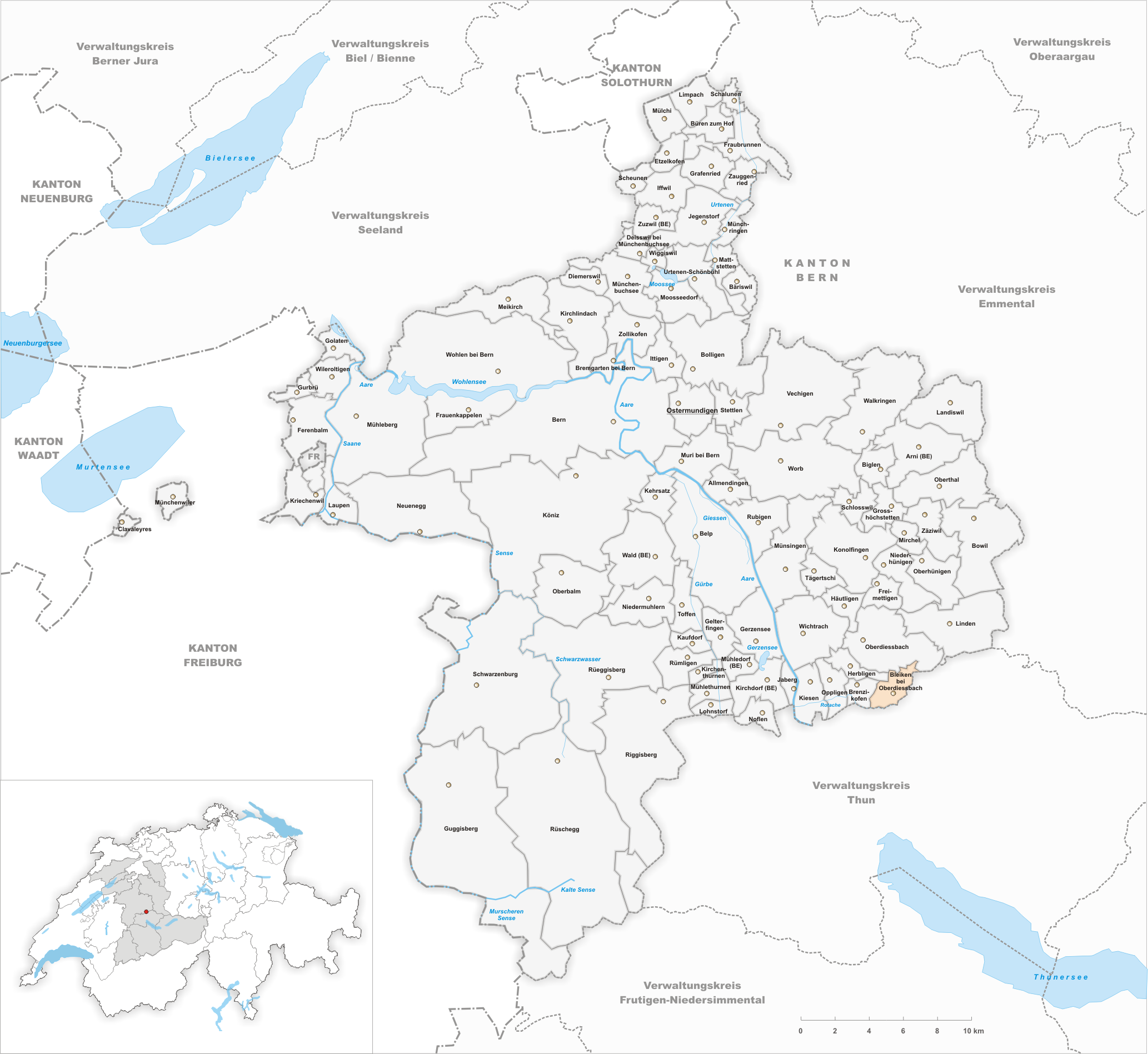
Il territorio del comune di Bleiken bei Oberdiessbach prima degli accorpamenti comunali del 2014

Già comune autonomo che si estendeva per 3,6 km² e che comprendeva anche le frazioni di Egglen, Kirch, Niederbleiken e Oberbleiken, il 1º gennaio 2014 è stato accorpato a Oberdiessbach.

## Società

### Evoluzione demografica
L'evoluzione demografica è riportata nella seguente tabella:
Abitanti censiti

## Amministrazione
Ogni famiglia originaria del luogo fa parte del cosiddetto comune patriziale e ha la responsabilità della manutenzione di ogni bene ricadente all'interno dei confini del comune.